# David Dal Maso
David Dal Maso (Legnago, 14 agosto 1980) è un ex rugbista a 15 italiano, seconda - terza linea del Calvisano.

## Biografia
Dal Maso proviene dalle giovanili del Badia, dove mosse i suoi primi passi rugbistici. Esordì in A1 con il Rovigo e quasi subito ebbe il suo debutto internazionale, ad Apia, nel luglio 2000, contro Samoa.
Dopo essere stato utilizzato nel Sei Nazioni 2001, passarono circa tre anni prima di essere schierato nuovamente in azzurro. Nel frattempo trasferitosi al Benetton Treviso, fu campione d'Italia per la prima volta nel 2006, anno in cui lasciò il club veneto per trasferirsi al Calvisano.
Nel club lombardo si laureò campione d'Italia una seconda volta, nel 2007-08. Dopo la finale di serie A1 2010-11, in cui Calvisano guadagnò la promozione in Eccellenza sconfiggendo Reggio Emilia, Dal Maso fece seguito alla sua manifestata in precedenza intenzione di ritirarsi, a seguito di un infortunio all'occhio sinistro.

## Palmarès
- Campionati italiani: 2
Benetton Treviso: 2005-06.
Calvisano: 2007-08
- Coppe Italia: 1
Benetton Treviso: 2004-05.